# Marktplatz 5 (Volkach)

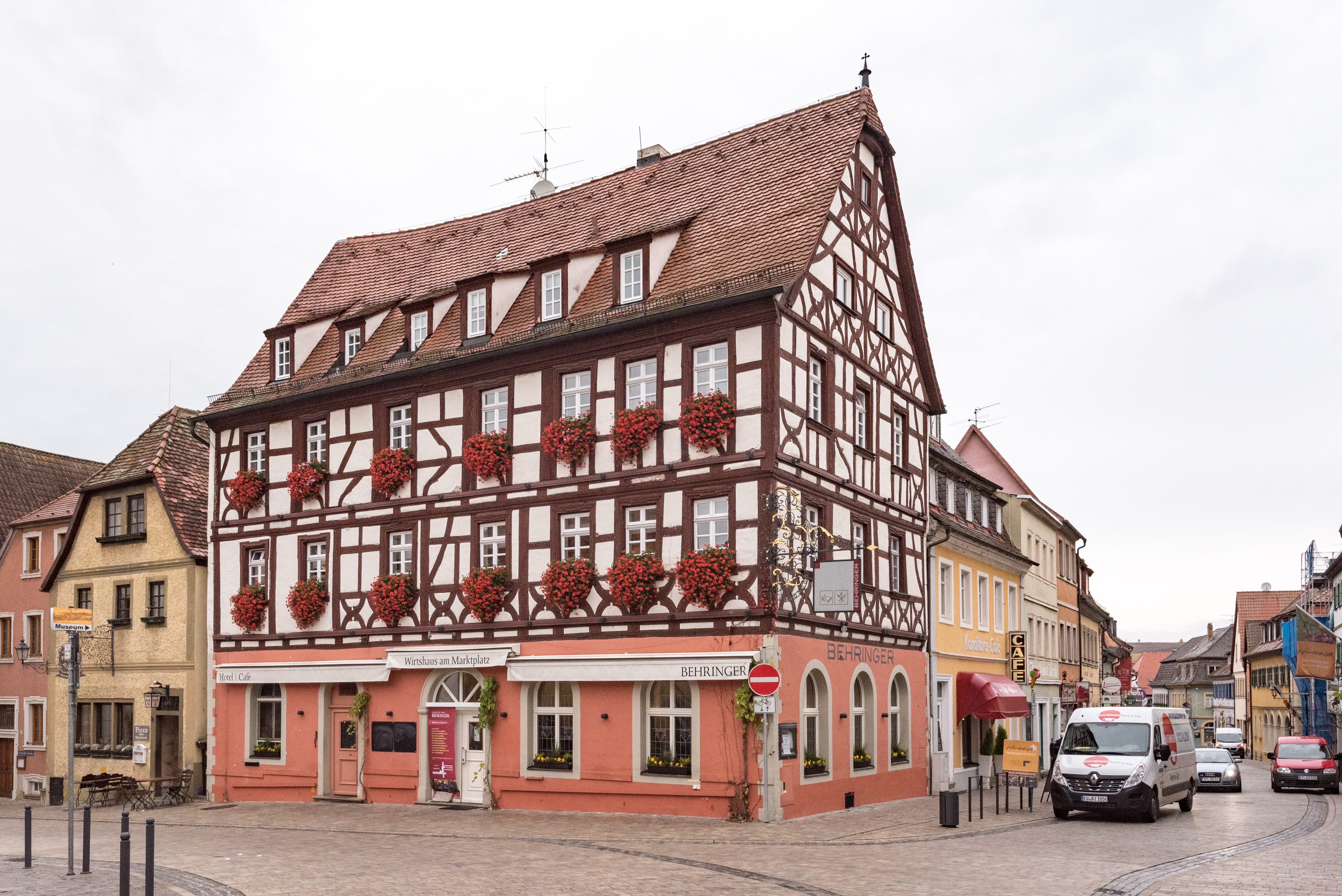
Das Haus am Marktplatz 5

Das Haus Marktplatz 5 (früher Hausnummer 81) ist ein denkmalgeschütztes Gebäude in der Altstadt der unterfränkischen Stadt Volkach. Früher wurde der Bau als Färberei genutzt und darin war der Gasthof zur Mainbrücke untergebracht, heute steht dort das Hotel und Restaurant Behringer.

## Geschichte
Das Haus entstand bereits im 16. Jahrhundert. Damals benötigte die Stadt ein neues Tuchhaus, weil das alte am Platz des heutigen Rathauses 1544 zugunsten eines repräsentativen Verwaltungsgebäudes abgerissen worden war. Im Neubau wurden die Tuche gefärbt und anschließend in den Arkaden des neuen Rathauses zum Verkauf angeboten. Die Tucheinfärbung wurde dort aber nur noch kurze Zeit ausgeübt, weil man schnell dazu überging, Tücher zu importieren.
Fortan nutzte man das mächtige Gebäude als Wohnhaus. So ist im Jahr 1689 Andreas Pfeifer dort nachgewiesen. Zum Gebäude gehörten mehrere Weinberge im Umland sowie einige Tiere. Neun Jahre später, 1698, saß Frantz Speiser (senior), von Beruf Rector, im Gebäude. Er verstarb im selben Jahr und seine Witwe hielt den Besitz. Die Speisers waren noch 1713 Eigentümer des Hauses am Marktplatz, der Sohn Frantz Speiser (junior) lebte dort und bewirtschaftete auch das zugehörige Gartengrundstück am Götzenbach nahe dem westlichen Stadtgraben.
Anschließend gelangte die Familie Östreicher in den Besitz des Hauses. 1730 bewohnte Jörg Peter Östreicher das Gebäude, im Jahr 1736 saß dort Johann Peter Östreicher. 1771 war Georg Michel Östreicher Eigentümer des Wohnhauses, er selbst aber lebte in Aub. Im Jahr 1800 wurde das Haus durch den Wirt Franz Duomis erstmals als Gasthof genutzt. Im Jahr 1803 übernahm mit Philipp Kraus wieder ein Färber das Anwesen, er mietete es vom Ratsmitglied Andreas Blasius.
Die Familie Kraus nutzte das Haus wieder als Färberei. Noch 1823 war Philipp Johann Kraus als Färber dort tätig. Seine Witwe Maria Kraus kaufte 1824 das Haus von der Familie Blasius. Maria Kraus betrieb wohl auch die Färbereiwerkstatt weiter. 1843 übernahm Jacob Kraus den Färbereibetrieb. Auf dem Grundstück gab es inzwischen neben dem eigentlichen Haus auch einen Stall und einen Keller, in dem eine Kelter untergebracht war.
Im Jahr 1892 begann der Umbau zum Gasthof zur Mainbrücke durch den Wirt Johann Baptist Heinrich. 1903 übernahm Michael Panzer den Gasthof. Nikolaus Behringer kaufte 1928 das Anwesen von der Brauerei Düll aus Krautheim. Im Jahr 1951 waren Anni und Arthur Behringer die Gaststättenbesitzer. Ab 1985 erneuerte man den Bau umfassend, Klaus Behringer wandelte das Haus in ein Hotel mit Gasthof um. Bis 2020 war das Haus im Besitz von Klaus und Ulrike Behringer, dann wurde es an Philip Aczél verkauft. Das Haus wird unter dem Namen „Hotel und Geniesserei Tuchhaus“ weitergeführt.

## Beschreibung
Das Haus ist eines der höchsten Gebäude der Volkacher Altstadt. Es ist dreigeschossig und traufständig. Das Erdgeschoss ist durchgemauert, die Fassaden der oberen Geschosse bestehen aus Fachwerk. Das Satteldach hat an der Hauptstraße einen Krüppelwalm. Lange Zeit war das Haus verputzt, mit dem Umbau zum Hotel legte man das Fachwerk im Jahr 1987 frei.